# Grekland i Eurovision Song Contest 2011
Grekland deltog i Eurovision Song Contest 2011, i Düsseldorf i Tyskland, vilket ägde rum mellan den 10 och 14 maj 2011. Grekland slutade på sjundeplats. Den 2 mars 2011 valdes landets representant ut - Loukas Giorkas feat. Stereo Mike med låten "Watch My Dance". Den nationella uttagningen arrangerades av Ellinikí Radiphonía Tileórassi (ERT).

## Bakgrund
Före 2011 års tävling hade Grekland deltagit i Eurovision Song Contest 31 gånger sedan 1974. Grekland bästa resultat innan 2011 var segern 2005 med låten My Number One vilken framfördes av Helena Paparizou. Tjugonde-platsen 1998 var inför 2011 Greklands sämsta placering, det året fick man bara tolv poäng - alla från Cypern.

## Nationell uttagning
I den nationella uttagningen, som arrangerades den 3 mars 2011 av ERT, deltog sex bidrag. Loukas Giorkas feat. Stereo Mike vann. Resultatet avgjordes genom en kombination av telefon- och juryröster.
Tävlingen var ursprungligen planerad att arrangeras den 25 februari 2011.
| Nr | Artist                           | Låt                    | Upphovsmän Text (t)/musik (m)/text och musik (t & m)                      |
| -- | -------------------------------- | ---------------------- | ------------------------------------------------------------------------- |
| 1  | Kokkina Halia                    | "Come with me"         | Kokkina Halia (m), Kokkina Xalia (t), Andreas Galanopoulos (t)            |
| 2  | Valanto Trifonos                 | "The time is now"      | Johan Ramström (t & m), Patrik Magnusson (t & m), Marrti Vuorinen (t & m) |
| 3  | Trihimitonio                     | "Hamogela" (Le)        | Nikos Terzis (m), Vaggelis Konstantinidis (t)                             |
| 4  | Antigoni Psihrami                | "It's all Greek to me" | Apostolos Psychramis (m), Dimitris S. (t), Gerard James Borg (t)          |
| 5  | Loukas Giorkas feat. Stereo Mike | "Watch My Dance"       | Giannis Christodoulopoulos (m), Eleanna Vrahali (t)                       |
| 6  | Nikki Ponte                      | "I don't wanna dance"  | Jonas Saeed (t & m), Pia Sjöberg (t & m)                                  |

## I Eurovision Song Contest 2011
Loukas Giorkas feat. Stereo Mike vann sin semifinal (den första) och kom slutligen på sjundeplats i finalen.

### Fotnoter
1. 1 2  Bakker, Sietse (31 december 2010). ”43 nations on 2011 participants list!”. Eurovision.tv. http://www.eurovision.tv/page/news?id=22833&_t=43+nations+on+2011+participants+list. Läst 31 december 2010.
2. ↑  ”Eurovision Song Contest 1974, Year page, Eurovision Song Contest - Moscow 2009”. European Broadcasting Union. Arkiverad från originalet den 5 juni 2011. https://web.archive.org/web/20110605061122/http://www.eurovision.tv/page/history/by-year/contest?event=290. Läst 17 januari 2009.
3. ↑  Staff (21 maj 2005). ”Eurovision win for Greek singer”. BBC Online. http://news.bbc.co.uk/1/hi/entertainment/tv_and_radio/4566149.stm. Läst 17 januari 2009.
4. ↑  ”History by Country: Greece”. European Broadcasting Union. http://www.eurovision.tv/page/history/by-country/country?country=19. Läst 6 januari 2009.
5. ↑  Webb, Glen (2 mars 2011). ”Victory for Loucas Yiorkas featuring Stereo Mike in Greece”. European Broadcasting Union. http://www.eurovision.tv/page/news?id=26473. Läst 3 mars 2011.
6. ↑  ”Greece: Newcomers to fight for the ticket to Dusseldorf”. esctoday.com. 11 januari 2011. Arkiverad från originalet den 10 juli 2011. https://web.archive.org/web/20110710201456/http://esctoday.com/news/read/16461. Läst 20 januari 2012.
7. ↑  Konstantopoulos, Fotis (3 februari 2011). ”Greek national final date and hostess revealed”. oikotimes.com. http://www.oikotimes.com/v2/index.php?file=articles&id=9824. Läst 20 januari 2012.[död länk]
8. ↑  ”Πότε θα δώσει η ΕΡΤ την τελική λίστα με τους υποψήφιους” (på grekiska). yupi.gr. Arkiverad från originalet den 19 mars 2011. https://web.archive.org/web/20110319021826/http://www.yupi.gr/gossip/c24636/Eurovision_2011.html. Läst 20 januari 2012.